# Karl-Heinrich Brenner
Karl-Heinrich Jakob Brenner (né le 1er mai 1895, mort le 14 février 1954) était un officier supérieur du Troisième Reich. Il a successivement servi dans la Deutsches Heer et dans la Waffen-SS, en tant que Gruppenführer. Il a également suivi une longue carrière au sein de la police, comme Generalleutnant. Durant la Seconde Guerre mondiale, il a été récompensé de la croix de chevalier de la Croix de fer, de la croix allemande en or, de l'Insigne des blessés ainsi que de nombreuses récompenses militaires attribuées à son expérience du terrain.

## Biographie

### Jeunesse
Karl-Heinrich Brenner est né le 1er mai 1895 à Mannheim, dans le grand-duché de Bade, de l'union du commerçant Georg Jakob Brenner et de son épouse, Anna Elisabeth (née Leucht).
Après avoir obtenu l'Abitur, il s'oriente directement vers un collège technique. Mais le déclenchement de la Première Guerre mondiale va bouleverser son parcours.

### Première Guerre mondiale
Le 3 août 1914, il s'enrôle en tant que volontaire dans le 30e régiment d'artillerie de campagne, stationné à Rastatt. Dès le 17 octobre 1914, et jusqu'à l'armistice de 1918, il sert dans le 10e régiment d'artillerie de campagne et combat sur le front de l'Est, en tant qu'adjudant.
Durant le conflit, il est décoré de la croix de fer de 1re et 2e classe pour la bravoure dont il a fait preuve. Brenner retourne à la vie civile, totalisant quatre blessures au combat.

### Entre-deux-guerres
Malgré tout, la vie militaire manque rapidement à Brenner, qui décide de rejoindre, le 15 janvier 1919, le Badischen Freiwilligen Bataillon Ost. Le 1er septembre 1919, il est transféré à la jeune Reichswehr de la République de Weimar, qui remplace provisoirement la Deutsches Reichsheer au lendemain du traité de Versailles, qui en limite drastiquement l'effectif. Là, il est affecté au 17e régiment d'infanterie de la 6e division.
Fidèle à sa qualité de militaire et parfaitement intégré dans les milieux fraternels de l'armée de terre, Brenner est, à l'instar d'un grand nombre de ses camarades, proche des corps franc qui revendiquent la chute du régime de Weimar et contestent la légitimité du traité de Versailles. Informé de l'imminence d'une tentative de coup d'État, mené par Wolfgang Kapp et le général von Lüttwitz, Brenner prend part, en mars 1920, au putsch de Kapp. Malgré sa réussite, le soulèvement est contré par l'insurrection générale des syndicats et des partis de gauche.
Un mois plus tard, le 1er avril 1920, Brenner quitte la Reichswehr et rejoint la Landespolizei du land de Bade. Là, il est intégré à la police de sûreté, où il parvient également à gagner le poste de directeur sportif de la police de Bade. C'est ainsi qu'il participe à diverses compétitions, et qu'il devient champion national dans l'épreuve de course de 10 000 m. Il devient également champion lors de plusieurs épreuves de ski, toujours dans les compétitions organisées au sein des forces de police.

### Au NSDAP
En 1926, Brenner, fasciné comme beaucoup de jeunes de son âge par le succès et les promesses du Parti national-socialiste (NSDAP), entre en contact avec les milieux nazis. Il intègre dès lors l'organisation des Jeunesses hitlériennes, déjà très active, où il gravit rapidement les échelons. En 1933, il rejoint enfin le NSDAP, sous le numéro d'adhésion 3.460.685. Son ambition lui permet d'être nommé, en 1935, au grade de Bannführer des Jeunesses hitlériennes dans le Gau de Bade. Parallèlement, la même année, il rejoint l'École nationale de police de Berlin, où il assiste l'état-major de la police prussienne.
Le 11 avril 1935, Brenner épouse Ursula Monigner, qui lui donnera plus tard un fils et deux filles. Après leur divorce, celle-ci se remariera avec le général SS Sepp Dietrich.
Jusqu'en 1936, il est adjudant au service de Kurt Daluege. Ce dernier lui suggère de rejoindre les forces de la Schutzstaffel (SS). Entre 1936 et 1939, Brenner change fréquemment de postes, toujours au sein de la police, avant de suivre le conseil de son ancien supérieur, et de gagner les rangs de la Schutzstaffel, où il est aussitôt promu, en raison de ses nombreuses expériences, au grade supérieur d'Obersturmbannführer, équivalent de celui de lieutenant-colonel dans l'armée de terre.
À ce titre, il participe à l'Anschluss en 1938, puis à l'annexion des Sudètes, la même année, à la suite des revendications pangermanistes d'Hitler, qui souhaite réunifier tous les territoires d'influence germanophone. Brenner, opposé au traité de Versailles, voit-là, comme beaucoup d'autres, l'occasion de rendre son honneur au Reich allemand.

### Seconde Guerre mondiale
Brenner prend également part à la campagne de la Pologne, en septembre 1939, au sein du 3e régiment de police. À la victoire, il est en poste dans la ville de Varsovie où il intègre officiellement le régiment de police de Varsovie, qu'il commandera. Dès lors, Brenner commence une ascension importante dans la SS, participant aux oppressions opérées par ses services dans le territoire occupé de Pologne.
À la déclaration de guerre des Alliés, Brenner est assigné, en octobre 1939, au régiment de police Warsaw, et ce, jusqu'en mai 1940. À cette date, il rejoint la division SS Totenkopf, où il prend temporairement le commandement du régiment d'artillerie.
Après avoir quitté cette division, il entre dans la 4e SS Polizei Panzergrenadier Division, composé des volontaires des différents corps de police du Reich. Durant ce service, il perd l'œil gauche en 1941, ce qui lui vaut de recevoir l'Insigne des Blessés en or. Par la suite, il est posté au commandement de la Waffen-SS Nord-est, et devient inspecteur de la police de Salzburg.
En décembre 1942, on lui attribue le commandement de l'un des quatre Kampfgruppe, corps tactique de combat provisoire, en poste dans la ville occupée de Toulon. Cette année-là, il se marie pour la seconde fois, se séparant de sa première femme et de ses trois filles. En février 1943, il retourne à Berlin après sa nomination au commandement de l'Office central de l'Ordnungspolizei. C'est ensuite à l'Ordnungspoliz de Salzburg qu'il est transféré, où il devient chef des opérations anti-partisans en tant qu'SS- und Polizeiführer au sein de la division Alpenland.

En décembre 1943, il est en poste au commandement de la police en Ukraine. En 1944, après avoir dirigé plusieurs opérations de contre-attaque sur la ligne de front russe aux abords de Lubin, en Pologne, il obtient cette fois la Croix allemande en or, récompense intermédiaire destinée aux titulaires des deux classes de la Croix de Fer ne remplissant pas les conditions très rigoureuses de la Croix de chevalier de la Croix de fer. La citation qu'il obtient est la suivante : 

« Le 2 mars 1944, le Gruppenführer et Generalleutnant de Police Brenner, avec un petit convoi de transport de personnel, est entré dans la ville de Borki. Il a personnellement dirigé la lutte défensive, assurant durant trois jours le maintien de la ville. Le 15 mars 1944, il a rencontré l'ennemi dans la partie nord de Kremaniez. Là, le Gruppenführer Brenner a personnellement dirigé les dernières forces de réserve dans la contre-attaque et a contraint son adversaire à quitter cette partie de la ville. Le 21 mars 1944, les troupes russes ont submergé nos lignes dans les environs de Dytkoviecki, par une attaque surprise de chars. Le Gruppenführer Brenner, par sa bravoure personnelle, a stoppé le retrait de nos forces, avant d'établir une nouvelle ligne de front. Le 27 mars 1944, les chars russes ont franchi nos lignes dans le secteur de Suchovola. Le Gruppenführer a réuni les membres du commandement de sa division, avant de lancer une contre-attaque. Le 2 avril 1944, la ligne de front allemande au sud de Brody a été brisée par la supériorité des forces russes. Le Gruppenführer Brenner a rassemblé ses troupes dispersées et a lancé une nouvelle contre-attaque, qui est parvenue à stopper l'attaque russe. Durant la nuit du 5 au 6 avril 1944, à la hauteur 261, au sud-ouest de Brody, il a organisé la mise en place de plusieurs contre-attaques, qui ont abouti à la capture du chemin d'approvisionnement local aux abords d'une route importante. Les 13 et 14 avril 1944, dans le secteur de Stanislavzik, Brody et Hutniki, le Kampfgruppe a été repoussé vers l'arrière après le choc d'une nouvelle attaque russe. Le Gruppenführer Brenner a personnellement positionné les troupes de réserve et forcé le retrait de l'attaque. Cela a permis la réorganisation de nos défenses. »

Par la suite, Brenner se voit confier le commandement du Kampfgruppe von Gottberg, et ce dès le mois de juin 1944. Il remplace également Erich von dem Bach-Zelewski à la tête du Bandenkampfverbände, entre juin et septembre 1944, durant plusieurs opérations menées à l'encontre des partisans. En septembre 1944, il remplace ensuite Gustav Lombard au commandement de la 6e division SS de montagne Nord. C'est à ce poste qu'il obtient cette fois la Croix de chevalier de la Croix de fer, au cours du mois de décembre 1944.
Sa division, sous le commandement du 18e corps d'armée, doit encaisser l'avancée fulgurante des Russes en Carélie. Elle est notamment assignée à réaliser une percée dans le secteur de Kuusamo et à empêcher le mouvement des renforts de l'armée russe. Le 19 septembre 1944, la division se lance dans l'attaque d'un régiment de réserve composé de deux bataillons d'artillerie de montagne. La contre-attaque réussie parvient à fixer la ligne de front le long de la frontière fino-russe.
Après son départ de Finlande, la division est transférée au Danemark, puis en Allemagne, où elle finit par se rendre aux troupes américaines, en Bavière. Brenner demeure au commandement de la division jusqu'au 2 avril 1945, avant d'être fait prisonnier par les Américains.

### Après-guerre
Brenner parvient à survivre à sa captivité. Après sa libération, il rejoint sa famille, avec laquelle il part vivre à Karlsruhe, dans le Bade-Wurtemberg. Là, il tente de se lancer dans la politique. Il se présente notamment comme candidat au Bundestag durant les élections fédérales de 1953, sous la bannière de la coalition néo-nazie. Il décède un an plus tard, le 14 février 1954, victime d'insuffisance cardiaque.

## Distinctions et récompenses
- Croix de Fer (1914), 1re et 2e classe
- Médaille de l'ordre du mérite militaire de Charles-Frédéric
- Croix allemande (1944) en or
- Insigne de combat d'infanterie en argent
- Insigne des blessés (1918) en argent
- Insigne des blessés (1939) en or
- Croix de chevalier de la Croix de fer (1944)
- Médaille de l'Anschluss
- Médaille des Sudètes
- Croix du Mérite militaire (Kriegsverdienstkreuz), 1re et 2e classe
- Anneau du SS-Ehrenring
- Croix d'honneur pour les combattants
- Oldenburgisches Ehrenkreuz, 1re et 2e classe
- Chevalier de 2e classe de l'Ordre du Lion de Zaeringen
- Preußische Militärverdienstmedaille am Kämpferband, 2e classe
- Décoration athlétique de l'Olympia-Ehrenzeichen
- Broche du Leistungsabzeichen en argent
- Broche du Deutsches Reichssportabzeichen en or
- Insigne du Deutsche Lebens-Rettungs-Gesellschaft e.V.
- Chevron d'honneur de la Vieille Garde (Alten Kämpfer)
- Lanterne de célébration de la SS
- Sabre d'honneur cérémonial de la SS